# Émile Jamais
Pour l’article ayant un titre homophone, voir Émile Jamet.
Émile Jamais, né à Aigues-Vives dans le Gard le 10 décembre 1856 et mort dans la même ville le 10 novembre 1893 (à 36 ans), est un homme politique français.

## Biographie

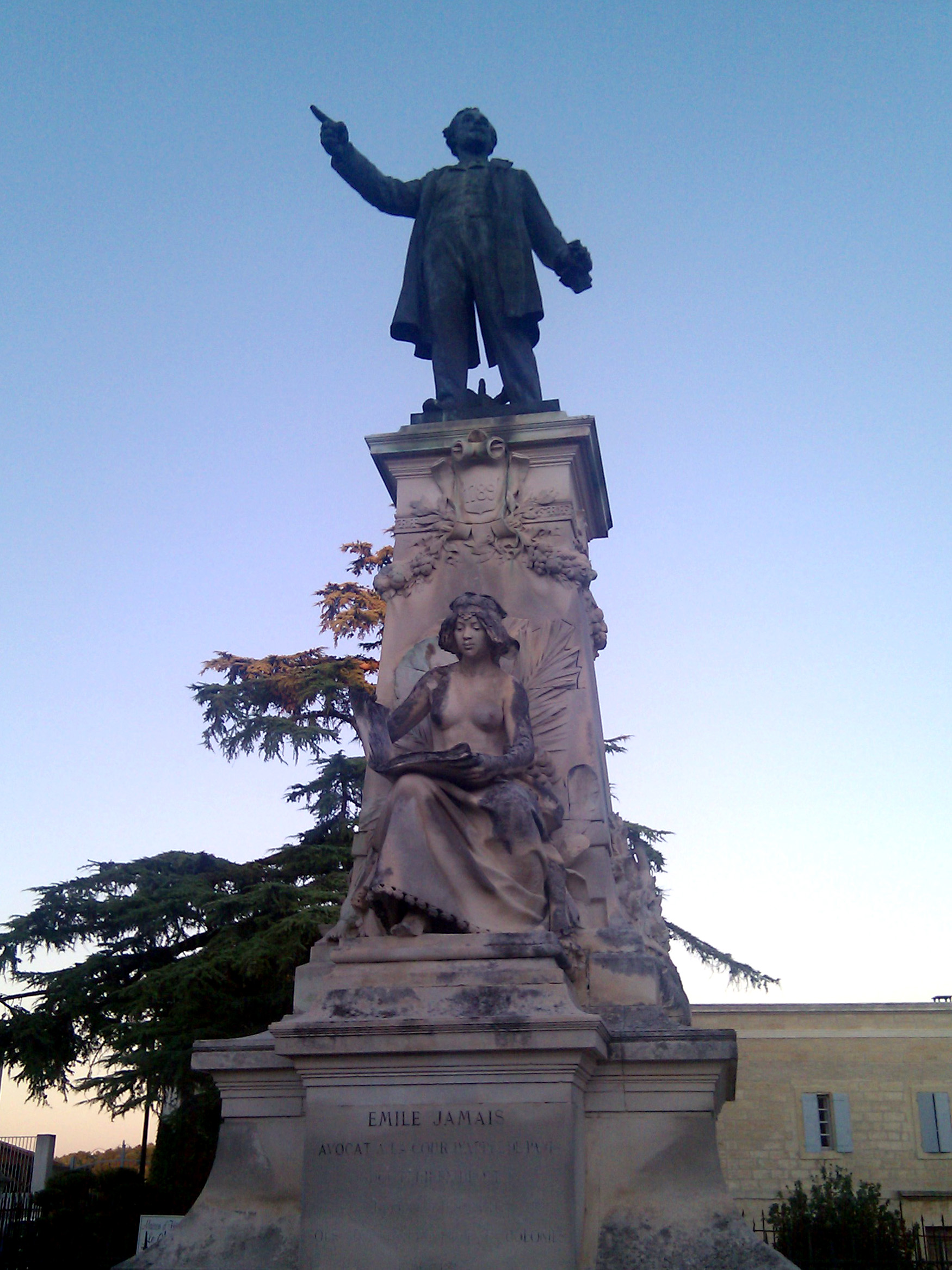
Statue d'Émile Jamais à Aigues-Vives.

Émile Jamais effectue ses études au lycée de garçons de Nîmes, puis à la faculté de droit de Paris, dont il fut le lauréat en droit romain et droit civil. Lauréat du Concours général des facultés de droit de France, il est reçu docteur en 1881.
Il montre un fort engouement pour la vie publique et les idées révolutionnaires : secrétaire de la conférence des avocats de Paris, il s'engage ensuite dans les mouvements d'extrême-gauche. Il devient député républicain du Gard en 1885 (mandat renouvelé jusqu'en 1893).
Nommé à la commission du budget, il devient en 1892 sous-secrétaire d'État aux Colonies du gouvernement Émile Loubet. Il démissionne de ce poste en janvier 1893, prétextant que la politique du gouvernement était insuffisamment révolutionnaire.
Quelques mois plus tard, Émile Jamais meurt, d'un érysipèle facial contracté à la suite d'un refroidissement, à l'âge de 36 ans. Il est enterré au cimetière d'Aigues-Vives.

## Œuvres
- Diderot : ses idées son école en politique : conférence faite pour la célébration du centenaire de Diderot ; le 14 septembre 1884, au Grand-Théâtre de Nîmes, sous la présidence de M. Ali Margarot, maire, par Émile Jamais, docteur en droit, avocat à la Cour d'appel de Nîmes, Nîmes, Roger et Laporte, 1884, 32 p.